# Italia alla I Universiade
L'Italia ha partecipato alla I Universiade, tenutasi a Torino nel 1959, conquistando il più ricco bottino di medaglie di sempre, in totale 38 di cui 18 d'oro.

## Medagliere per discipline
| Sport            | Oro | Argento | Bronzo | Totale |
| ---------------- | --- | ------- | ------ | ------ |
| Atletica leggera | 7   | 6       | 1      | 14     |
| Nuoto            | 7   | 2       | 5      | 14     |
| Tennis           | 2   | 0       | 2      | 4      |
| Scherma          | 2   | 1       | 1      | 4      |
| Pallacanestro    | 0   | 1       | 0      | 1      |
| Pallanuoto       | 0   | 0       | 1      | 1      |
| Totale           | 18  | 10      | 10     | 38     |

### Dettaglio
| Sport            | Oro                                                         | Argento                              | Bronzo                       |
| ---------------- | ----------------------------------------------------------- | ------------------------------------ | ---------------------------- |
| Atletica leggera | Livio Berruti (100 m)                                       | Nereo Svara (100 m hs)               | Giorgio Mazza (110 m hs)     |
| Atletica leggera | Livio Berruti (200 m)                                       | Germano Civelli (400 m hs)           |                              |
| Atletica leggera | Salvatore Morale (400 m hs)                                 | Staffetta 4×400 m maschile           |                              |
| Atletica leggera | Staffetta 4×100 m maschile                                  | Maurizio Terenziani (salto in lungo) |                              |
| Atletica leggera | Attilio Bravi (salto in lungo)                              | Staffetta 4×400 m femminile          |                              |
| Atletica leggera | Giuseppina Leone (100 m)                                    | Elvia Ricci (lancio del disco)       |                              |
| Atletica leggera | Giuseppina Leone (200 m)                                    |                                      |                              |
|                  |                                                             |                                      |                              |
| Nuoto            | Gilberto Elsa (100 m dorso)                                 | Roberto Lazzari (200 m dorso)        | Paolo Pucci (100 m SL)       |
| Nuoto            | Fritz Dennerlein (200 m farfalla)                           | Alessandra Salvi (200 m dorso)       | Mario Liotti (400 m SL)      |
| Nuoto            | Staffetta 4x200 SL maschile                                 |                                      | Nicoletta Sacco (400 m SL)   |
| Nuoto            | Staffetta 4x100 misti maschile                              | Cornelia Hruska (100 m farfalla)     |                              |
| Nuoto            | Rita Androsoni (100 m dorso)                                | Staffetta 4x100 SL femminile         |                              |
| Nuoto            | Nicoletta Sacco (100 m SL)                                  |                                      |                              |
| Nuoto            | Staffetta 4x100 misti femminile                             |                                      |                              |
|                  |                                                             |                                      |                              |
| Tennis           | Maria Chiara Ramorino Maria Teresa Riedl (doppio femminile) |                                      | Massimo Drisaldi (singolare) |
| Tennis           | Maria Chiara Ramorino Massimo Drisaldi (doppio misto)       | Maria Teresa Riedl (singolare)       |                              |
|                  |                                                             |                                      |                              |
| Scherma          | Wladimiro Calarese (sciabola)                               | Squadra di sciabola maschile         | Squadra fioretto femminile   |
| Scherma          | Squadra spada maschile                                      |                                      |                              |
|                  |                                                             |                                      |                              |
| Pallacanestro    |                                                             | Nazionale maschile                   |                              |
|                  |                                                             |                                      |                              |
| Pallanuoto       |                                                             |                                      | Nazionale maschile           |